# Interferència lingüística
Una interferència lingüística és un canvi que consisteix en la innovació, pèrdua o substitució d'algun dels elements lingüístics propis d'una llengua motivat directament per l'influx d'una altra llengua. Les interferències poden ser de tipus lexicosemàntic, morfosintàctic, fonètic o fraseològic.
Per exemple, si en català diem "trenca aquests papers" en comptes d'"estripa aquests papers", es tracta d'una interferència lexicosemàntica del castellà; si diem "s'ha caigut al terra" en lloc d'"ha caigut a terra", és una interferència morfosintàctica; si pronunciem "caia" en comptes de "calla" o "qué bo!" en comptes de "que bo!", es tracta d'interferències fonètiques; si diem "se li dona bé" en comptes de dir "hi té traça", és una interferència fraseològica.

## Referència
1. ↑  Junyent, M. Carme. «Interferència». A: La diversitat lingüística: didàctica i recorregut de les llengües del món.  Barcelona: Projecte GELA, 1999, pàg. 94-95. ISBN 84-8063-374-3.
2. ↑  «.xml Interferència lingüística». Gran Enciclopèdia Catalana.  Barcelona:  Grup Enciclopèdia Catalana. [Consulta: 24 desembre 2020].